# Raymond Girard
Raymond Girard, né le 11 novembre 1901 à Paris et mort le 18 février 1989 dans la même ville, est un acteur français.

## Biographie
Il était professeur d'art dramatique et ami fidèle de Jean-Paul Belmondo.

## Filmographie partielle
- 1947 : Les Maris de Léontine de René Le Hénaff
- 1949 : Tête blonde de Maurice Cam
- 1950 : Fusillé à l'aube d'André Haguet
- 1950 : Adémaï au poteau-frontière de Paul Colline
- 1951 : Tapage nocturne de Marc-Gilbert Sauvajon
- 1952 : Violettes impériales de Richard Pottier
- 1953 : Le Témoin de minuit de Dimitri Kirsanoff
- 1954 : Le comte de Monte-Cristo de Robert Vernay
- 1955 : La Rue des bouches peintes de Robert Vernay
- 1958 : Madame et son auto de Robert Vernay
- 1974 : Stavisky d'Alain Resnais : Dr. Pierre
- 1975 : Que la fête commence de Bertrand Tavernier : Chirac